# Schlacht bei Braga
Die Schlacht bei Braga, manchmal auch Schlacht bei Lanhoso oder Schlacht bei Carvalho-da-Heste genannt, fand vom 18. bis zum 20. März 1809 zwischen portugiesischen Truppen unter dem General Freyre und einer französischen Invasionsstreitmacht unter dem Maréchal Soult statt. Diesem standen noch Hilfskontingente Schweizer Infanterie und Hannoverscher Kavallerie zur Verfügung. Der Höhepunkt der Schlacht verlagerte sich auf den letzten Tag.

## Vorgeschichte
Die Schlacht war Teil der zweiten französischen Invasion in Portugal unter dem Kommando von Maréchal Soult.
Am 17. März 1809 war der Oberkommandierende der portugiesischen Streitkräfte, General Freyre, von Soldaten der örtlichen Miliz ermordet worden. Grund war die nicht unberechtigte Annahme, dass sich Freyre wegen der ungleichen Kräfteverhältnisse nach Porto zurückziehen wolle, woraufhin Milizsoldaten aus der Region den Eindruck gewonnen hatten, «er wolle ihre Sache verraten». Das Kommando übernahm dann der ehemals preußische Offizier und portugiesische Oberst Baron Eben.

## Die Schlacht
Nachdem die Truppen von Maréchal Soult die Stadt Chaves eingenommen hatten, bewegten sie sich in Richtung Braga, wobei die Vorhut zwischen Ruivães und Salamonde durch portugiesische Streitkräfte unter General Freyre zurückgewiesen wurde.
- 17. März 1809: Die Franzosen nahmen Positionen auf den Höhen bei dem Dorf Carvalho ein. Von hier aus konnten sie die auf den Bergen vor Braga in Schlachtordnung aufgestellte portugiesische Armee einsehen.
- 18. März: Die Portugiesen griffen den rechten Flügel der Franzosen an, drängten ihn zurück und konnten die Ortschaft Linoso einnehmen.
- 19. März: Die Franzosen eroberten Linoso zurück, die Vorhut von Général Francesqui besetzte Lanhoso[2].(Die Quellen geben die Ortsnamen so an. Sie lassen keine Erkenntnis darüber zu, ob es sich bei Linoso und Lanhoso um zwei verschiedene Ortschaften (Zwillingsdorf) oder eine Ortschaft mit verschiedener Schreibweise handelt. Die Karten verweisen auf letzteres.)
- 20. März: Abends um 19:00 Uhr stand die französische Armee in Schlachtordnung.

Das Zentrum bestand aus der Division von Général Delaborde und der Kavalleriedivision (Division de dragons) von Général Lorge. Die Division Mermet bildete den linken Flügel und wurde unterstützt von der Leichten Kavalleriedivision (Division de cavalerie légère) Francesqui. Die Division Heudelet bildete den rechten Flügel.
Um 19:30 Uhr setzte sich die Division Delaborde in Richtung der feindlichen Linien in Bewegung, ohne das Gewehrfeuer zu erwidern. Dieses reglementsmäßige und unbeirrte Vorrücken schüchterte die Portugiesen ein. Kurz vor dem Aufeinandertreffen der beiden Linien ergriffen die Portugiesen die Flucht. Französische Kavallerie stieß in die Fliehenden hinein und richtete unter ihnen ein Massaker an.
Aus der Schlacht wurde letztendlich ein Blutbad.

## Operationen in Portugal bis Ende März 1809
Die Franzosen nahmen Braga ein.
Zwischen dem 20. und dem 26. März sicherte Márechal Soult seine Verbindungs- und Nachschubwege durch verschiedene Infanterie- und Kavalleriestützpunkte. Die Ortschaften Barcelos und Guimarães wurden eingenommen. Die Wegnahme von Guimarães gelang jedoch erst nach einem heftigen Feuergefecht, in dessen Verlauf der Général Jardon fiel.
Nach dem Passieren des Ave und dem Vormarsch auf Sobreira bewegten sich die Franzosen in Richtung Porto, was in der Zweiten Schlacht bei Oporto gipfelte.